# Neomelambrotus aurivilliusi
Neomelambrotus aurivilliusi is een insect uit de familie van de vlinderhaften (Ascalaphidae), die tot de orde netvleugeligen (Neuroptera) behoort. 
Neomelambrotus aurivilliusi is voor het eerst wetenschappelijk beschreven door Van der Weele in 1909.